# جوديث هيرن (رواية)
جوديث هيرن (بالإنجليزية: Judith Hearne)‏ هي رواية للكاتب الكندي برايان مور، نشرت عام 1955، عن دار نشر أندريه ديوتش.

## روابط خارجية
- جوديث هيرن على موقع الموسوعة البريطانية (الإنجليزية)